# Marc Wright
Marc Snowell Wright (Chicago, 21 aprile 1890 – Reading, 5 agosto 1975) è stato un astista statunitense.
Nel 1912 partecipò ai Giochi olimpici di Stoccolma conquistando la medaglia d'argento nella sua specialità.
Prima dell'esperienza olimpica, durante i trials per la partecipazione all'evento, Wright fece registrare il record nel mondo nel salto con l'asta e, con la misura di 4,02 m, fu il primo uomo a superare la soglia dei 4 metri di altezza.

## Palmarès
| Anno | Manifestazione  | Sede      | Evento           | Risultato | Prestazione | Note |
| ---- | --------------- | --------- | ---------------- | --------- | ----------- | ---- |
| 1912 | Giochi olimpici | Stoccolma | Salto con l'asta | Argento   | 3,85 m      |      |